# カルロス・ヒメネス

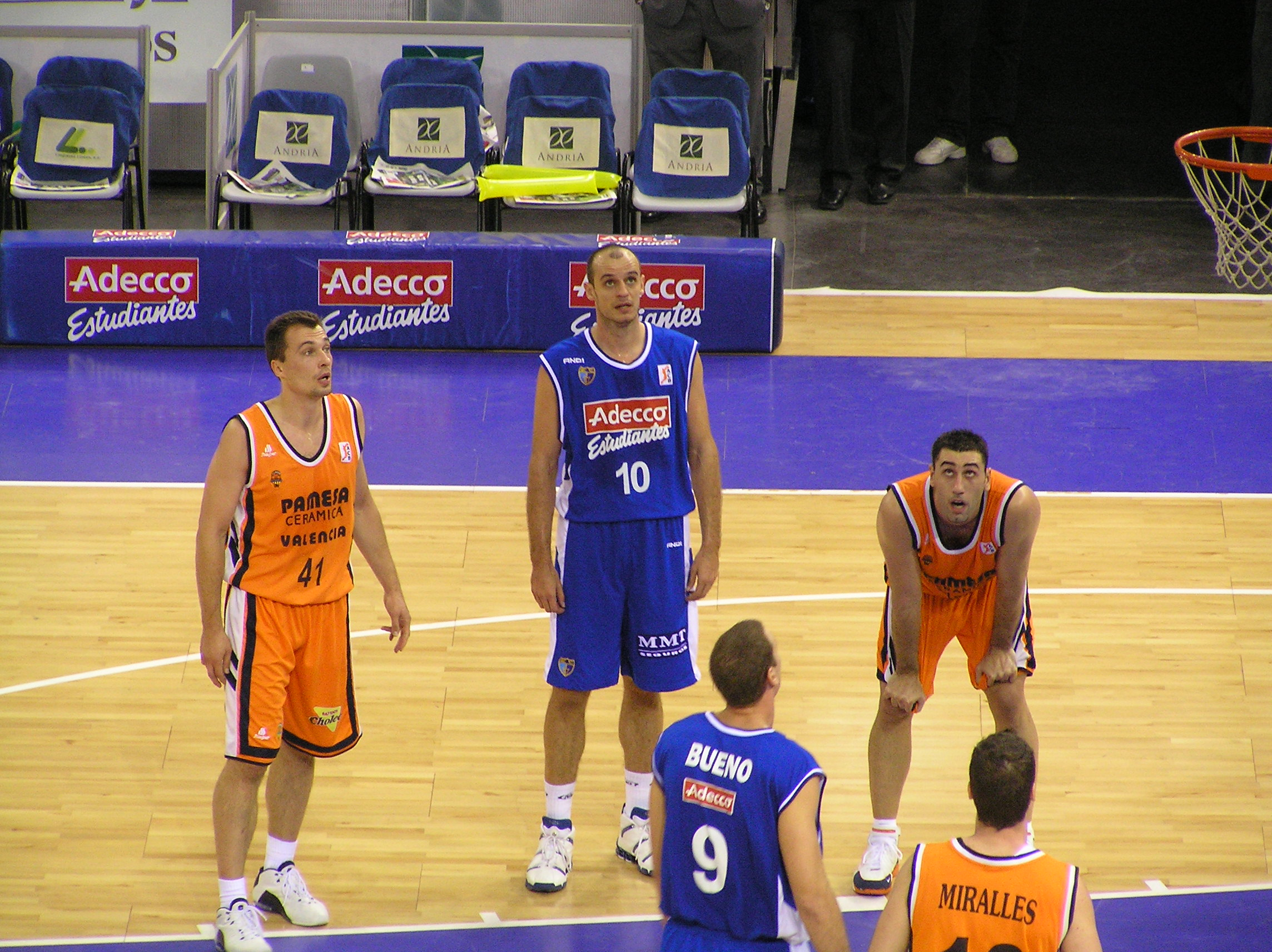
2005年11月19日,CBエストゥディアンテス(青)vsバレンシアBC(橙)。青の10番がヒメネス。マドリード・アリーナにて。

カルロス・ヒメネス（Carlos Jiménez）ことカルロス・ヒメネス・サンチェス（Carlos Jiménez Sánchez、1976年2月10日 - ）は、スペインの元プロバスケットボール選手。マドリード出身。ポジションはスモールフォワード。205cm。

## 来歴
1994年にCBエストゥディアンテスの下部組織に入団、1996年にトップチームに昇格。以後チームの中心として活躍。
スペイン代表としても長きに渡って活躍し、世界選手権においてはスペイン代表として唯一1998年から3大会連続で出場を果たし、2006年世界選手権では優勝に貢献した。五輪にも2000年、2004年の2大会連続で出場した。
2006年、12シーズン在籍したエストゥディアンテスに別れを告げ、ウニカハ・マラガに移籍。
2008年北京五輪では主将を務め銀メダルに導いた。
2011年、古巣のCBエストゥディアンテスに復帰。2012年、現役引退。